# Ровелето (Пјаченца)
Ровелето (итал. Roveleto) је насеље у Италији у округу Пјаченца, региону Емилија-Ромања.
Према процени из 2011. у насељу је живело 4782 становника. Насеље се налази на надморској висини од 67 м.